# Slaget om Hue
Slaget om Hue udspillede sig i byen Hué i Vietnam 30. januar – 3. marts 1968. Det var måske det blodigste og længste slag i Vietnamkrigen. Da Tet-offensiven begyndte 30. januar 1968, havde amerikanske tropper været involveret i hårde kampe med den nordvietnamesiske hær og Viet Cong i tre år. Tet offensiven medførte angreb på mere end fyrre provinshovedstæder, byer og militære installationer i hele Sydvietnam. Byen Hue blev også angrebet 30. januar, og var hurtigt indtaget. Tet-offensiven blev planlagt af den nordvietnamesiske general Vo Nguyen Giap, der var manden bag den vietnamesiske sejr over franskmændene ved Dien Bien Phu i 1954, under den første indokinesiske krig. Den sydvietnamesiske hær og tre underbemandede bataljoner af amerikanske marinesoldater, der bestod af under 2,500 mand, angreb og besejrede 10,000 nordvietnamesiske soldater der havde forskanset sig i byen.
16°28′03″N 107°34′48″Ø / 16.4675°N 107.58°Ø